# Ґалатея 2.2
Ґалате́я 2.2 (англ. Galatea 2.2) — науково-фантастичний роман американського письменника Річарда Пауерса, що є осучасненою переробкою давньогрецького міфа про Пігмаліона.

## Сюжет
Роман побудовано на кшталт автобіографії, яку розповідає головний герой Пауерс від першої особи. Він розповідає історію його повернення з-за кордону (там він написав 4 романи) до навчального закладу «U» (вважається, що автор розуміє під цим Університет Іллінойсу), де він викладає на посаді професора. Водночас розповідається про стосунки головного героя з жінкою на ім'я «C». Втім після довгого періоду цей любовний роман завершується. Разом з тим отримує від університету право жити в кампусі протягом року безкоштовно. Але в нього не все гаразд і з роботою, оскільки Пауерс не може написати роман.
Він зустрічає програміста-невролога Філіпа Ленца, який умовляє Пауерса брати участь в експерименті. Ленц пообіцяв своїм колегам створити комп'ютер, який створюватиме літературні тексти, що буде неможливо відрізнити від тих, які напише людина. Водночас Ленц намагається моделювати людський мозок за допомогою комп'ютерних нейронних мереж. Завдання Пауерса полягає навчити комп'ютер писати літературні твори. Після декількох невдалих експериментів Ленц і Пауерс створюють апарат під назвою Гелен, що здатний спілкуватися з людьми й самостійно творити. Пауерс починає викладати Гелен літературу. Значна частина роману розповідає про його складні відносини з комп'ютером, який зрештою стає людяним: вимагає знати своє власне ім'я, стать, расу та причину для існування. Проте Гелен не здатна відобразити навколишній світ у літературі, його неоднозначність, тому гине. Проте Пауерс знову відчуває змогу творити романи.